# Azory
Azory (port. Açores, wym. [ɐˈsoɾɨʃ]; Arquipélago dos Açores), administracyjnie Region Autonomiczny Azorów (port. Região Autónoma dos Açores) – archipelag dziewięciu wysp wulkanicznych należących do Portugalii, położony w środkowej części Oceanu Atlantyckiego, na Grzbiecie Śródatlantyckim. Znajduje się około 1500 km od wybrzeży Półwyspu Iberyjskiego i jest zaliczany do Makaronezji. Na długości 650 km rozciągają się trzy główne grupy wysp (grupa zachodnia: Flores i Corvo, grupa centralna: Faial, Pico, São Jorge, Graciosa i Terceira, grupa wschodnia: São Miguel i Santa Maria). Zróżnicowana rzeźba terenu ze stromymi, skalistymi wybrzeżami i jeziorami kraterowymi świadczy o wulkanicznym pochodzeniu wysp. Archipelag jest nadal obszarem aktywnym sejsmicznie.
Powierzchnia wysp – około 2346 km² (największa São Miguel – 744,55 km²), liczba mieszkańców – 246,75 tys. (2011). Ośrodek administracyjny: Ponta Delgada. Od roku 1976 mieszkańcy wyspy cieszą się częściową autonomią, poszerzoną w 1980.
Wyspy, znane w starożytności Fenicjanom, zostały ponownie odkryte w 1427 roku przez Portugalczyków, którzy przeprowadzili szybką kolonizację niezamieszkanego wcześniej archipelagu. Od czasów II wojny światowej działa amerykańska baza lotnicza i morska.

## Etymologia nazwy
Nazwa „Azory” wywodzi się najpewniej od portugalskiego słowa Açor, oznaczającego jastrzębia, którego przedstawienie widnieje na fladze regionu. Wątpliwości uczonych budzi jednak fakt, iż wskazany ptak nie występuje i nigdy nie występował na tych wyspach. Najprawdopodobniej chodzi o endemiczny gatunek myszołowa zamieszkującego wyspy, który pierwszym przybyszom skojarzył się z jastrzębiem. Niektórzy historycy łączą nazwę Azory ze starym portugalskim azures, które w tłumaczeniu oznacza liczbę mnogą od słowa niebieski. Wskazywałby na to charakterystyczny, błękitny odcień wody otaczającej archipelag.

## Historia
Azory były prawdopodobnie odwiedzane w starożytności przez Fenicjan, Kartagińczyków, a w średniowieczu przez Arabów i Normanów, pozostały jednak niezamieszkane do ich ponownego odkrycia w 1427 przez Portugalczyków. Zajęcie Azorów przypisuje się adeptowi szkoły morskiej Henryka Żeglarza, Gonçalo Velho. W latach 1431–1453 prowadzona była kolonizacja wysp osadnikami z prowincji Alentejo i Algarve. Wyspa Faial, którą król Portugalii Alfons V odstąpił w roku 1466 w dożywotnie władanie księżnej Izabeli Burgundzkiej, została w następnych latach zasiedlona przez Flamandów i Francuzów z północy. Za pierwszą większą osadę uważa się założoną w 1478 Angra do Heroísmo, której zabytkowe centrum wpisane jest na listę światowego dziedzictwa UNESCO, podobnie jak krajobrazy winnic na pobliskiej wyspie Pico. W 1872 roku dwóch emigrantów z portugalskiej kolonii w Makau założyło na wyspie São Miguel czynną do dzisiaj, jedyną w Europie plantację herbaty.
Do 1984 roku na Azorach dozwolone było wielorybnictwo. Głównym źródłem dochodu wielu mieszkańców archipelagu stało się obecnie organizowanie wycieczek, w trakcie których pokazywane są turystom delfiny zwyczajne, sejwale i kaszaloty, zamieszkujące w dużej liczbie okoliczne wody. Począwszy od 1868 roku istotne dochody przynosi także sprzedaż cenionych w świecie filatelistyki znaczków.

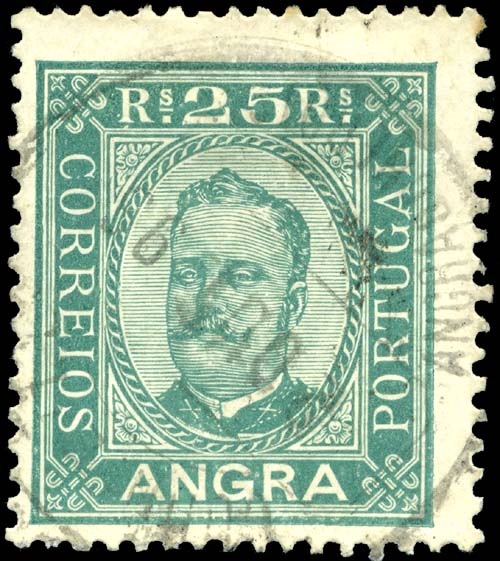
Azorski znaczek pocztowy z 1892 roku z wizerunkiem króla Portugalii Karola I

Ważna stacja morska dla statków i jachtów przepływających przez Ocean Atlantycki. Podczas jednej z podróży zawinął na nią Krzysztof Kolumb. W miejscowości Horta na wyspie Faial znajduje się sławna pośród miłośników żeglarstwa Café Sport – prowadzona nieprzerwanie od 1918 roku tawerna, do której wciąż można przesyłać korespondencję pocztową, za pomocą której żeglarze komunikowali się dawniej z rodziną.
W czasie obu wojen światowych na Azorach znajdowały się liczne alianckie bazy lotnicze i morskie, których prawo użytkowania mają od 1951 Stany Zjednoczone. Od 1976 roku wyspom nadano częściową autonomię, rozszerzoną następnie w 1980 o uprawnienia organów regionalnych w zakresie zarządzania gospodarką i finansami. W 2003 roku na wyspie Terceira odbyło się spotkanie Prezydenta USA, George W. Busha, premiera Wielkiej Brytanii, Tony’ego Blaira i ówczesnego szefa hiszpańskiego rządu, José Maríi Aznara, poprzedzające bezpośrednio drugą wojnę w Iraku.

## Geografia

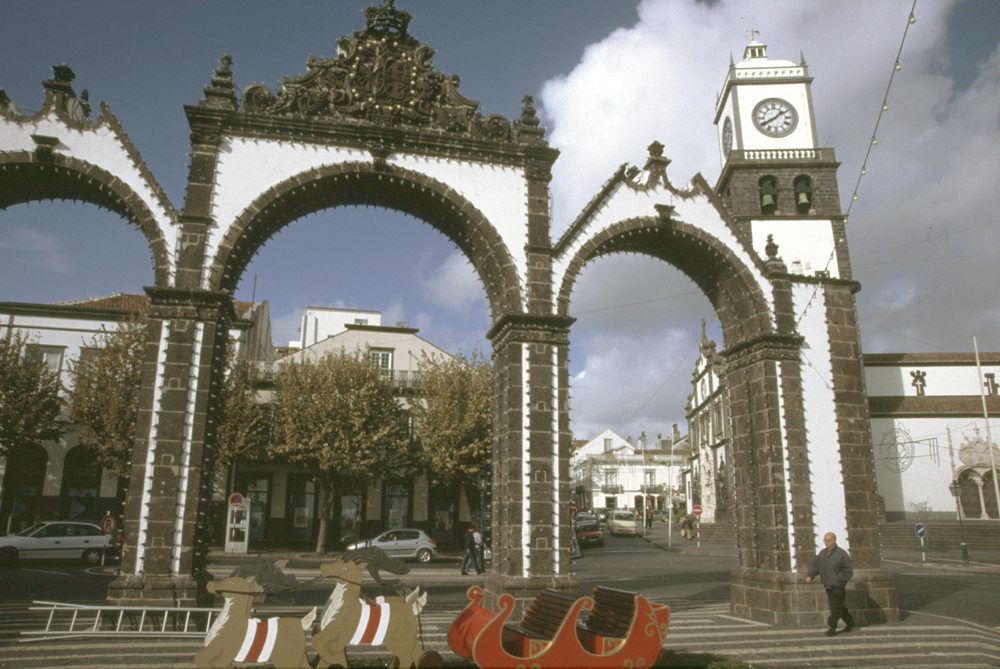
Stołeczna Ponta Delgada

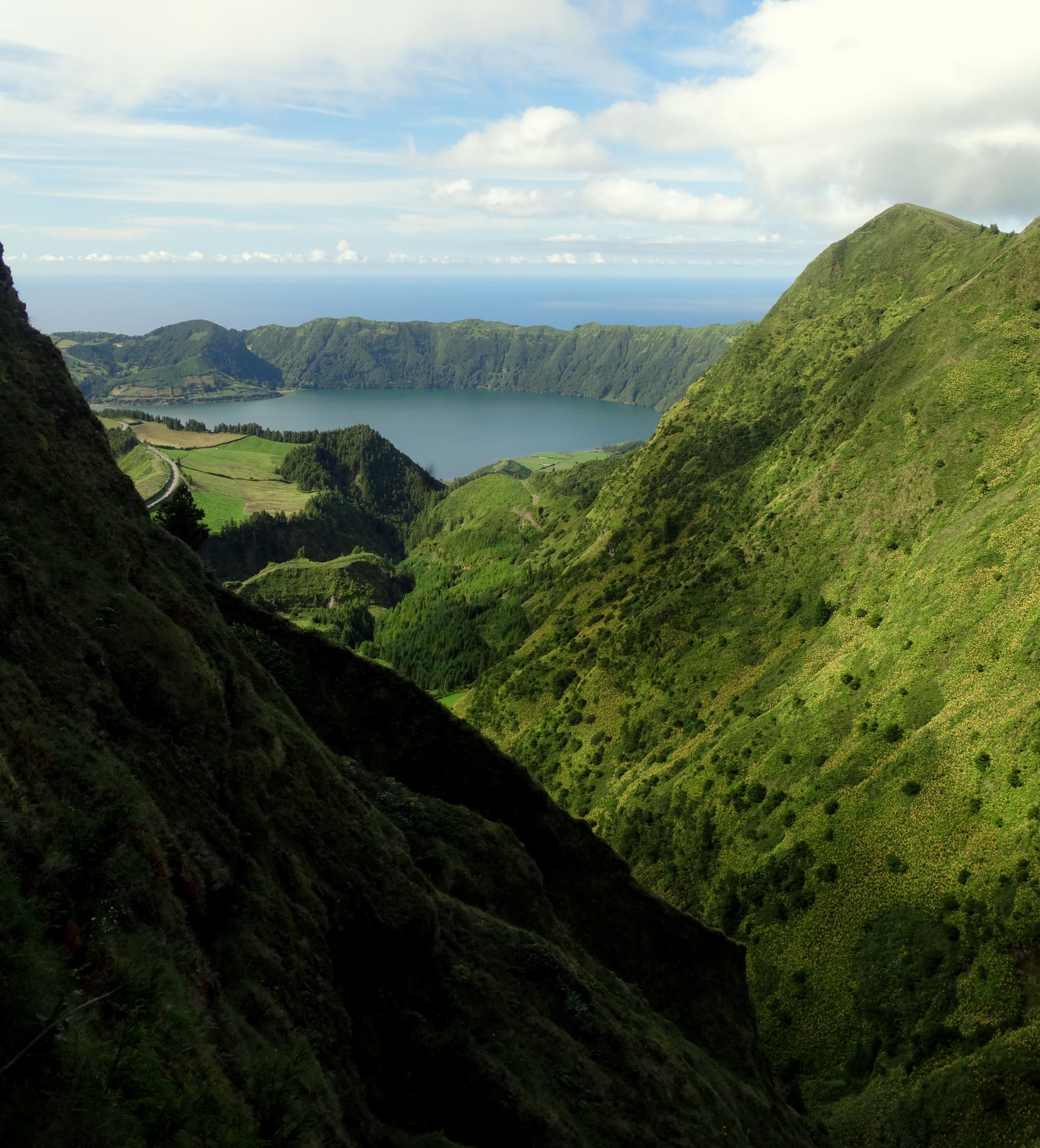
Charakterystyczny dla Azorów, górski krajobraz z jeziorami wulkanicznymi – wyspa São Miguel

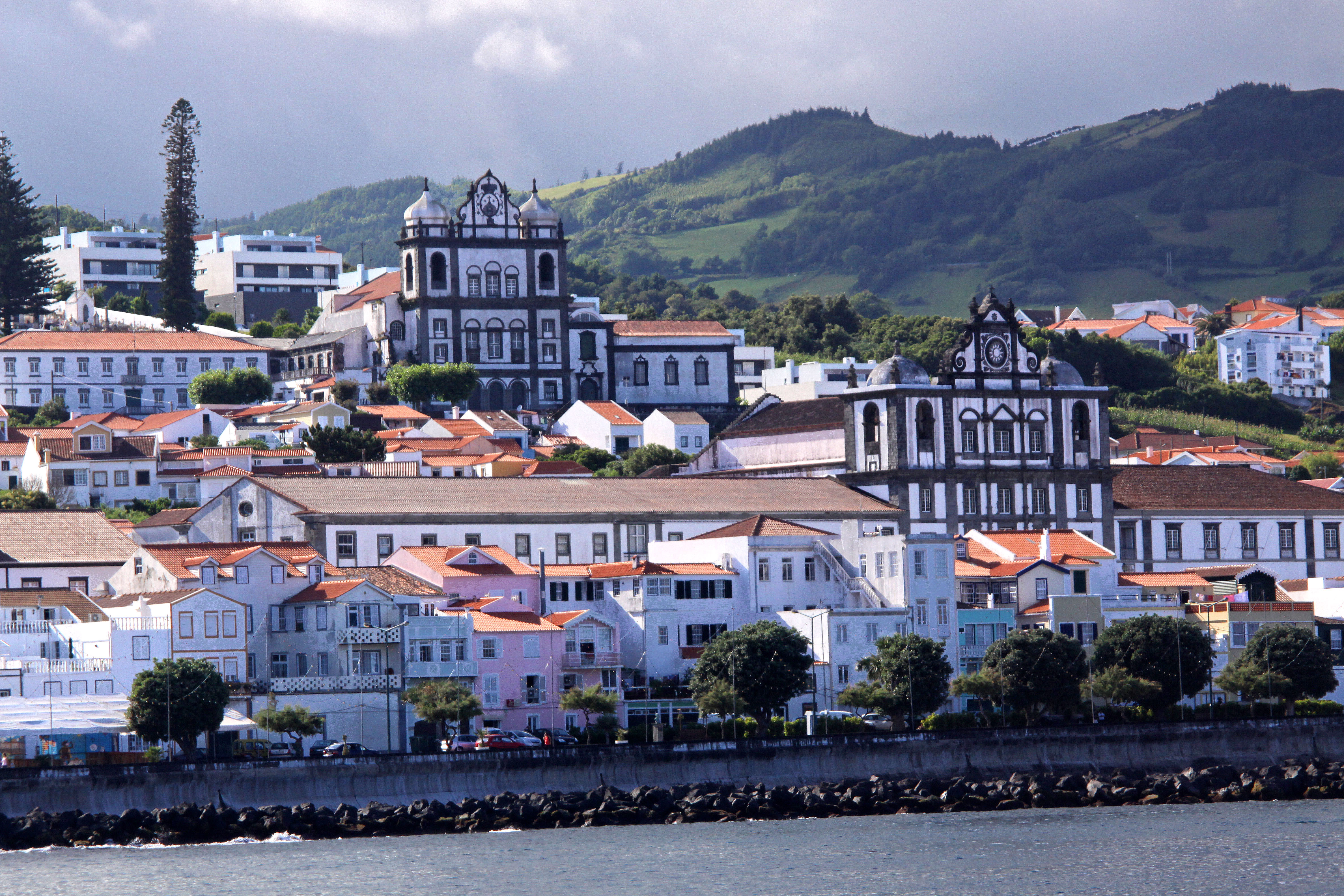
Zabudowa miasta Horta na wyspie Faial

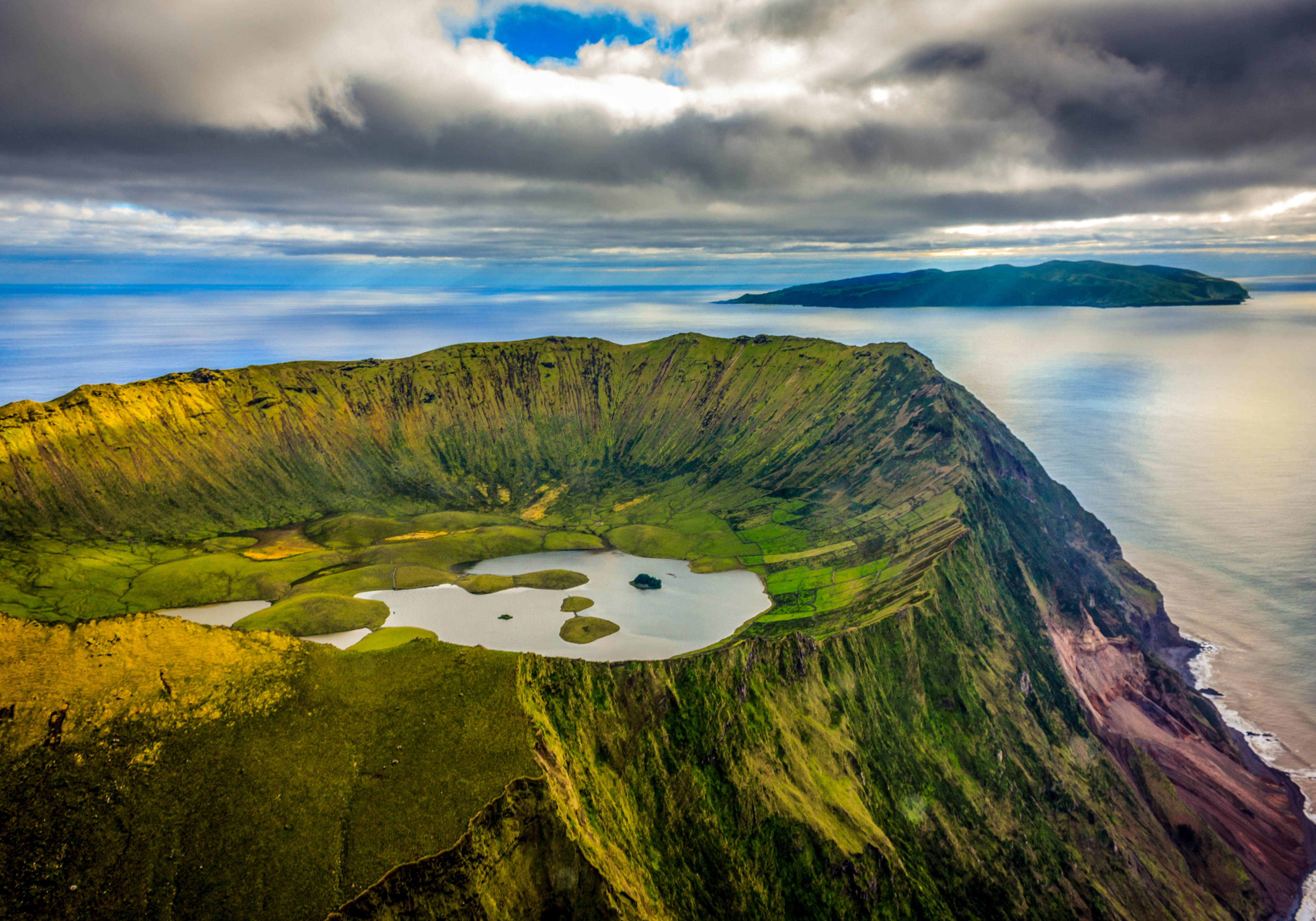
Ukształtowanie wyspy Corvo zdradza jej wulkaniczne pochodzenie

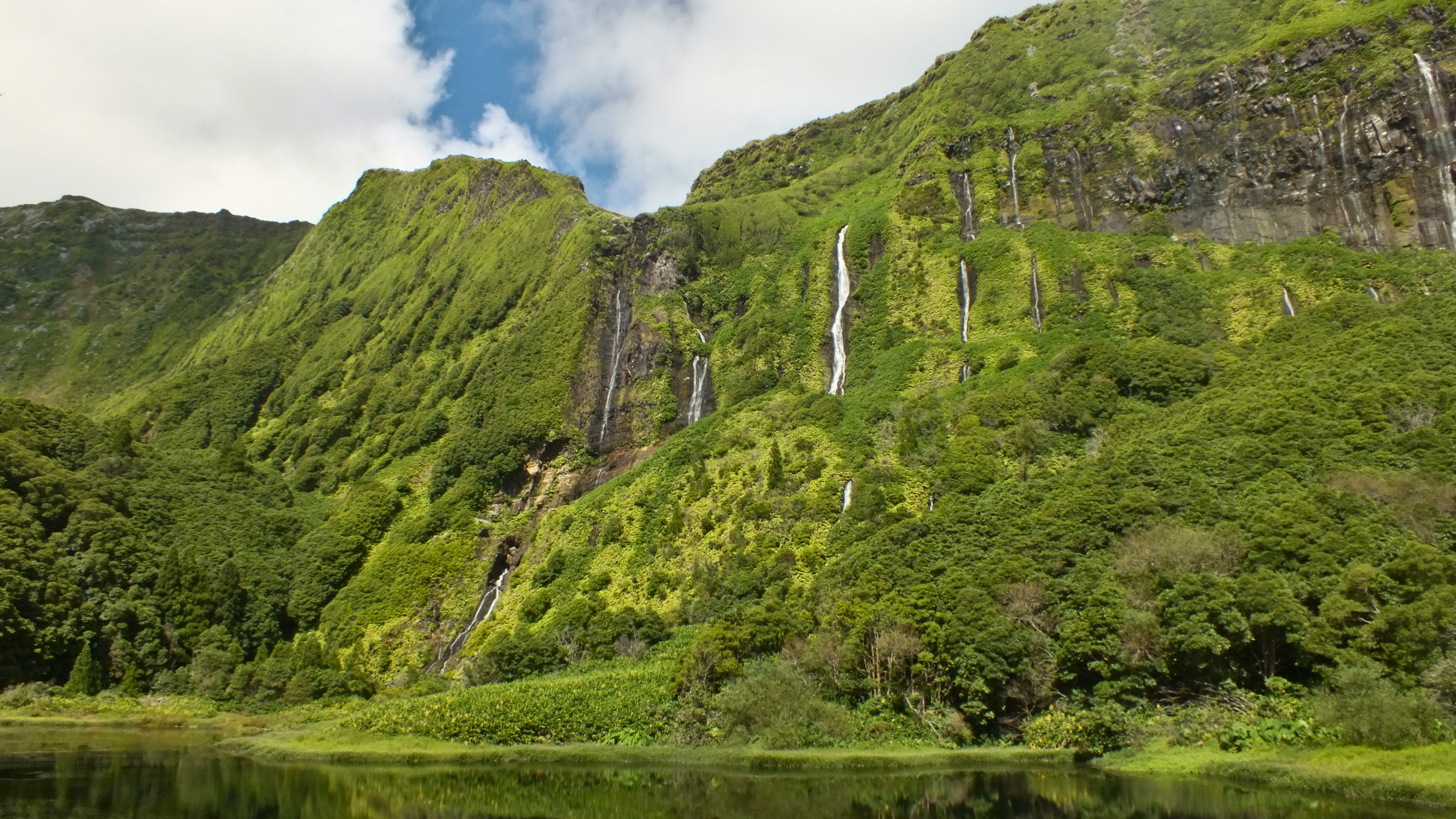
Cascata da Ribeira Grande na wyspie Flores

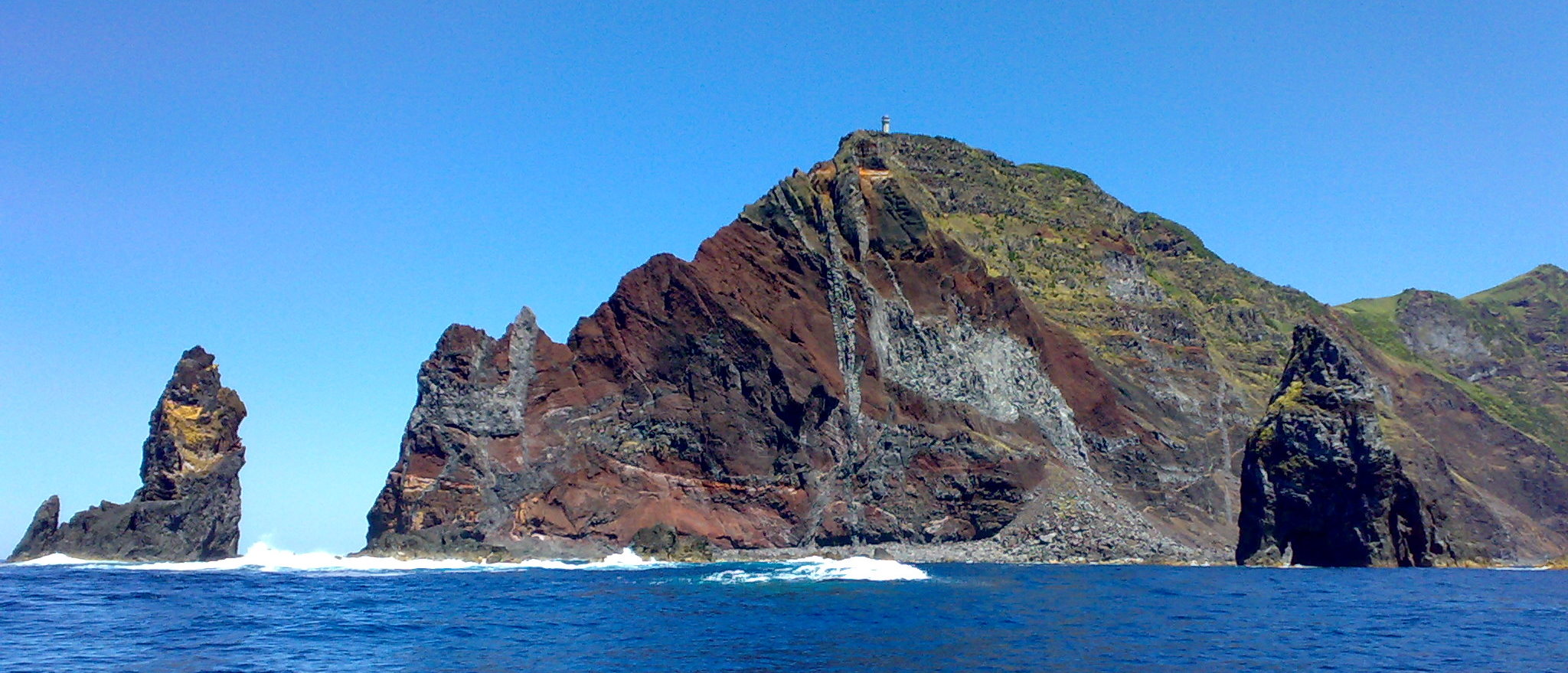
Skaliste brzegi São Jorge

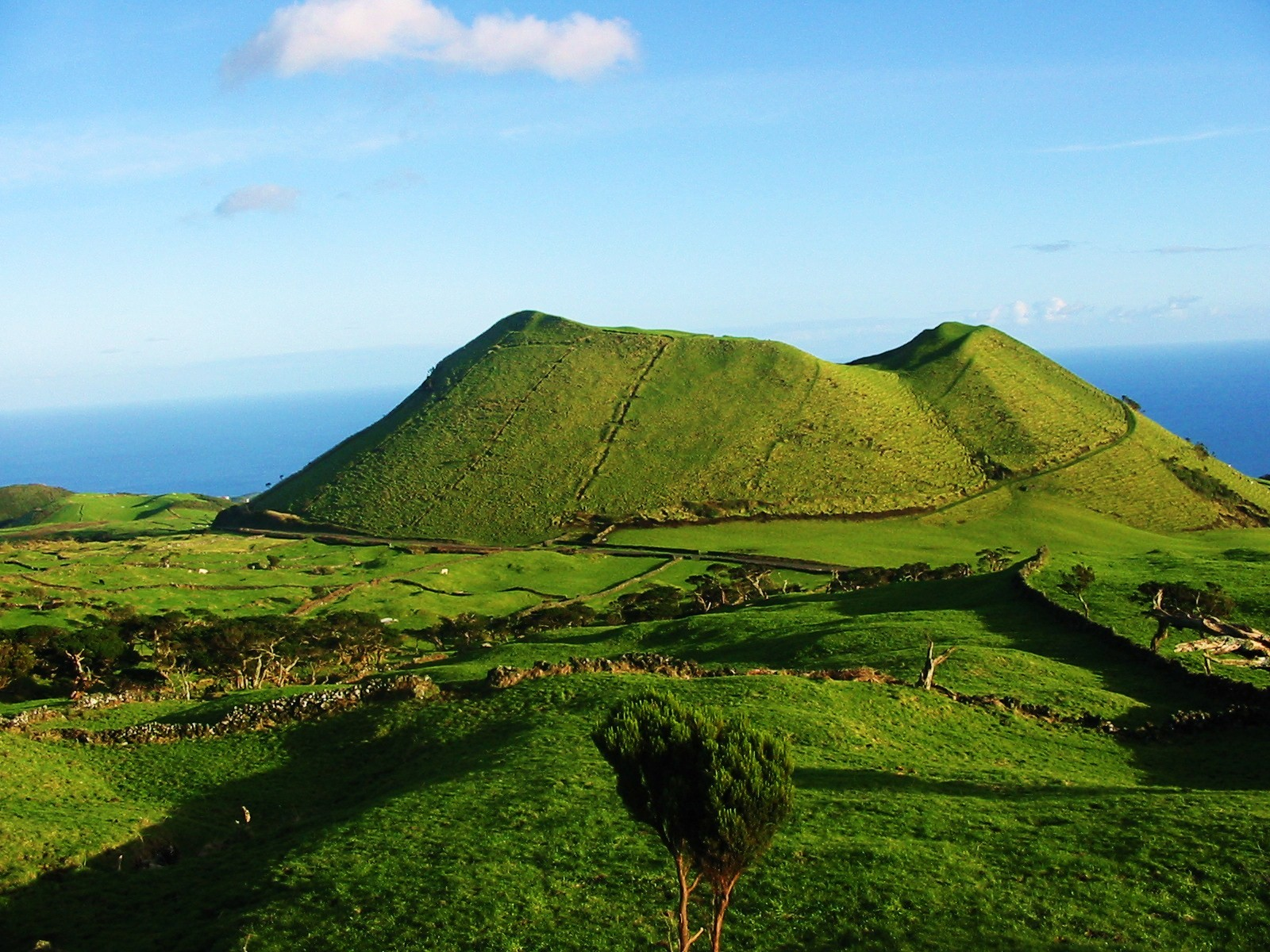
Wzgórza na wyspie Pico

Wyspy archipelagu położone są w odległości ok. 900 mil morskich od Lizbony i ponad 2000 od brzegów Ameryki Północnej, na szerokości geograficznej północnej 39°43′, co nadaje im stosunkowo łagodny klimat. Temperatura nie przekracza 28 °C latem, a zimą nie spada poniżej 10 °C. Dość wysokie opady i bardzo silne wiatry wiejące na Azorach nieprzerwanie od lutego do listopada (wyż azorski) sprawiają, że pogoda jest nieprzewidywalna. Z powodu częstych mgieł lotniska nie obsługują pasażerów przez wiele dni w roku, a mieszkańcy żartują, że burza, która zostanie zapowiedziana w prognozie pogody na następny dzień, nadchodzi nad Azory najczęściej po tygodniu.

### Geneza archipelagu, wulkany
Archipelag powstał w trzeciorzędzie w wyniku spreadingu dna oceanicznego. Jest położony na Grzbiecie Śródatlantyckim, w rejonie węzła potrójnego Azorów oraz na trzech płytach tektonicznych – północnoamerykańskiej, eurazjatyckiej i afrykańskiej. Wyspy Corvo i Flores leżą na płycie północnoamerykańskiej, pozostałe leżą na płycie eurazjatyckiej i afrykańskiej. Granicę między nimi stanowi ryft Terceira (ang. Terceira Rift) oraz uskok transformacyjny Azory–Gibraltar (ang. Azores-Gibraltar Transform Fault lub Azores-Gibraltar fault zone (AGFZ)). Ten sam uskok, znajdujący się na dnie Oceanu Atlantyckiego, był przyczyną trzęsienia ziemi w 1755 roku, które spustoszyło Lizbonę. Wszystkie wyspy są pochodzenia wulkanicznego. Na wyspach znajduje się wiele wulkanów; jeden z nich, Pico jest jednocześnie najwyższym wzniesieniem Portugalii (2351 m). Ostatnia erupcja wulkaniczna miała miejsce w 1957 roku, kiedy wybuch Vulcão dos Capelinhos powiększył powierzchnię wyspy Faial o ok. 1,5 km².

### Roślinność
Dzięki żyznej, wulkanicznej glebie i umiarkowanemu klimatowi szata roślinna wysp jest wyjątkowo bogata. Większość z rosnących na Azorach roślin sprowadzili jednak osadnicy, a Gonçalo Velho zastał w 1427 roku wyspy pokryte zaroślami i niewysokimi lasami. Na wyspach występują wody geotermalne, gejzery i śródlądowe jeziora, powstałe w kraterach wygasłych wulkanów. Niektóre miejscowe potrawy, takie jak cozido – warzywa i mięso, zapiekane są w gorących źródłach siarkowych.

## Gospodarka
Gospodarka wysp opiera się w dużej mierze na turystyce, a także na rolnictwie (uprawa winorośli, owoców cytrusowych, kukurydzy, pszenicy, trzciny cukrowej) oraz rybołówstwie.

## Transport
Transport publiczny nie jest dobrze rozwinięty. Na niektórych wyspach kursują autobusy tylko w określone dni. Najlepszą infrastrukturę ma Sao Miguel. Między wyspami kursują promy przewoźnika Atlanticoline.

## Religia
Według spisu z 2021 roku dominującym wyznaniem religijnym jest katolicyzm (91,6%). 6,2% nie wyznaje żadnej religii. Mniejsze grupy stanowili: protestanci (0,88%), inni chrześcijanie (0,55%), świadkowie Jehowy (0,5%) i inne religie (0,27%).